# Andrea Pozza
Andrea Pozza (Genova, 17 ottobre 1965) è un pianista italiano di jazz.

## Biografia
Andrea Pozza inizia giovanissimo lo studio del pianoforte dedicandosi contemporaneamente al jazz e alla musica classica. Si diploma al Conservatorio Niccolò Paganini di Genova, dove si diploma sotto la guida di Franco Trabucco nell'anno scolastico 1986/1987. 
Debutta al Louisiana Jazz Club di Genova a soli 13 anni ed è l'inizio di un'intensa attività concertistica che gli darà l'opportunità di collaborare con alcuni musicisti americani sia in club che in festival in Italia e all'estero.
Andrea Pozza ha insegnato al Conservatorio di Milano ed attualmente è docente di "Pianoforte Jazz" e "Tecniche di Improvvisazione Jazz" al Conservatorio Niccolò Paganini di Genova.

## Premi, concorsi e riconoscimenti Jazz
- È stato scelto da una giuria internazionale per far parte dell'orchestra di giovani talenti del jazz europeo di Radio 1 nel 1980.
- Quinto classificato alla Coppa del Jazz 1985 della Rai col suo trio.
- Primo classificato come compositore al Gran premio del jazz patrocinato dalla AICS, dalla Valle d'Aosta, i cui premi erano sponsorizzati dalla SIAE, nel 1992.

## Discografia

### Frontman
- "I could write a book" Fone' Jazz, 2014
- "Gull's Flight" - Dick de Graaf (sax tenore), Christian Brewer (sax contralto), Andrea Pozza (pianoforte), Jos Machtel (contrabbasso), Shane Forbes (batteria) - Abeat Records 2013
- "A jellyfish from the bosphorus" - Andrea Pozza (pianoforte), Aldo Zunino (contrabbasso), Shane Forbes (batteria) - Dejavu Rec, 2010
- "New Quiet" - Andrea Pozza (pianoforte), Aldo Zunino (contrabbasso), Shane Forbes (batteria) - Dejavu Records, 2010
- Orazio Maugeri/Andrea Pozza Duo - Andrea Pozza (pianoforte), Orazio Maugeri (sassofono), Kelidon Records 2010
- "Enter Eyes" - Andrea Pozza (pianoforte), Andrea Celeste (v) - Incipit Rec - Distr. Egea Music
- Andrea Pozza Trio in collaborazione con Alan Farrington "Drop This Thing" - Andrea Pozza (pianoforte) Aldo Zunino (contrabbasso), Sangoma Everett (batteria) - Dejavu Rec. 2007
- Andrea Pozza Trio "Love Walked In" - Andrea Pozza (pianoforte), Nicola Muresu (contrabbasso) Shane Forbes (batteria) - 33RECORDS 33Jazz174, Regno Unito, 2007
- Andrea Pozza Tio "Sweet Lorraine" - Andrea Pozza (pianoforte), Luciano Milanese (contrabbasso) Stefano Bagnoli (batteria) - Venus TKCV-35347, 2005

### Sideman
- "Arriving Soon" - Mattia Cigalini (sax contralto), Fabrizio Bosso (tromba), Andrea Pozza (pianoforte), Riccardo Fioravanti (contrabbasso), Tullio De Piscopo (batteria), Dejavu Records, 2009
- "Travel Notes" - Andrea Pozza (pianoforte), Andy Gravish (tromba), Rosario Bonaccorso (contrabbasso), Nicola Agelucci (batteria), Parco Della Musica Records MPR 014CD, 2007
- "Cool Trane" - Gianni Basso (sax tenore), Fabrizio Bosso (tromba), Andrea Pozza (pianoforte), Luciano Milanese (contrabbasso), Stefano Bagnoli (batteria) - Philology W 349.2, 2006
- B"S' Wonderful" - Gianni Basso (sax tenore), Fabrizio Bosso (tromba), Andrea Pozza (pianoforte), Luciano Milanese (contrabbasso), Stefano Bagnoli (batteria) - Philology W 350.2, 2006
- "The Words And The Days" - Enrico Rava (tromba) Gianluca Petrella (trombone) Andrea Pozza (pianoforte), Rosario Bonaccorso (contrabbasso) Roberto Gatto (batteria), dicembre 2005, ECM Records 1982 1709773
- "Sintetico" - Renato D'Aiello (sax tenore) Andrea Pozza (pianoforte), Nicola Muresu (contrabbasso), Keith Copeland (batteria) - Fishmarket Studio Londra, 33 Records, 2005
- "Intermission" - Andrea Pozza (pianoforte) Luciano Milanese (contrabbasso) Carlo Milanese (batteria), guest Carlo Atti (sassofono tenore), 2005

## Jazz Festivals

### Concerti internazionali (selezione)
- Nizza Jazz Festival 1991 Steve Grossman quartet
- Nizza Jazz Festival 1992 Luciano Milanese quartet
- Montlouis Jazz Festival 1993 Steve Grossman Quartet
- Juan Les Pins Jazz Festival 1993 Steve Grossman quartet
- Ronnie Scott's Londra 1993 Steve Grossman Quartet (una settimana)
- Parigi Jazz Festival al Teatre de la Ville 1993 Steve Grossman quartet
- Ronnie Scott's Londra 1995 "Comacchio Jazz Encounters" (due settimane)
- Bern Jazz Festival George Robert Quartet 2001
- Bern Jazz Festival 2001 Georgios Antoniou Quartet & Andrea Pozza
- Bird's Eye Jazz Club Estate 2002 Andrea Pozza Trio
- Colmar Jazz Festival 2002 Gianni Basso Quartet
- Salon Jazz Festival 2002 Gianni Basso Quartet
- Djakarta, Surabaya, Yogya Indonesian Tour Dick DeGraaf Quartet
- European Jazz Festival Hanoi 2002 (Viet Nam) Fulvio Albano Quartet
- Valence Teatre de la Ville 2003 Tony Petrucciani Quintet
- Bruxelles Music Village 2003 Dick DeGraaf Quartet
- North Sea Jazz Festival 2003 Dick De Graaf Quartet & Daniel Pezzotti

### Concerti in Italia (selezione)
- Canelli 1985 Harry "Sweets" Edison & Gianni Basso Quartet
- La Spezia Festival 1986 Andrea Pozza Quartet
- Louisiana Jazz Club Genova 1986 Benny Bailey-Gianni Basso Quintet
- Canelli 1987 Dusko Gojkovic-Gianni Basso Quintet & Tiziana Ghiglioni
- Jazz a Bogliasco 1987 Jimmy Knepper & Andrea Pozza Trio
- Ivrea Jazz Festival 1988 West Side Four
- Louisiana Jazz Club Genova 1989 Sal Nistico Quartet
- Genova Pzza Delle Erbe 1991 Steve Grossman-Andrea Pozza Duo
- Genova Teatro della Corte 1991 Steva Grossman Quartet
- Genova Jazz 1992 George Coleman Quartet
- Novi Ligure 1993 Gianni Basso-Andrea Pozza Duo
- Teatro Comunale di Modena 1994/1995 Gianni Basso Big Band
- Milano Conservatorio G.Verdi Stagione 1994/1995 Gianni Basso Big Band
- Sondrio Stagione Concertistica 1994/1995 Steve Grossman Quartet
- Genova Jazz 1995 Andrea Pozza Trio
- Ivrea Jazz Festival 1995 Luciano Milanese Quartet
- Roma Alexanderplatz Jazz Club 1995 George Coleman Quartet (una settimana)
- L'Aquila Teatro S.Filippo 1995 Steve Grossman Quartet
- Ferrara Teatro Comunale 1996 Jack Walrath Quartet
- Recco Festival jazz del Tigullio 1996 Tullio DePiscopo Blues Brass Band
- Catanzero 1996 Jimmy Woode Trio
- Genova Jazz 1996 Andrea Pozza piano solo
- Sondrio Stagione Concertistica 1996/1997 George Robert Quartet
- Ancona Jazz 1997 Tom Kirkpatrick Trio
- Odejon Jazz Festival (Andria) 1997 Clark Terry & Swingsuite Quintet
- Sorrento Teatro, Musica e Danza 1997 Tullio DePiscopo Blues Brass Band
- Mosciano St Angelo 1997 Clark Terry with D.Cellamaro Quintet
- Maglie-Villa Tamborino 1997 Clark Terry Sextet
- Pescara Jazz 1998 Tom Kirkpatrick Trio
- Catania 1998 Tom Kirkpatrick Trio
- Serre Festival Internazionale Blues-Jazz 1997 Tom Kirkpatrick & Lucky Serenade Band
- Comacchio Incontri Jazz 1998 James Moody-Steve Grossman quintet
- Comacchio Incontri Jazz1998 Jonny Griffin quartet
- Argenta 1999 Dado Moroni-Andrea Pozza Duo
- Ferrara 1999 Dado Moroni-Andrea Pozza Duo
- Genova Teatro Carlo Felice 2000 Dado Moroni-Andrea Pozza duo
- Sorrento Jazz 2001 Dado Moroni-Andrea Pozza duo
- Avigliana Jazz Festival 2002 Doctors in Jazz
- Gubbio 2003 Gianni Basso Quartet
- Altino "Niuporc" Jazz Festival F.Albano-C.Chiara Quintet feat. Bobby Durham
- Livraga Jazz 2003 Gianni Basso Quartet
- Roma La Palma Jazz Club 2003 Rava-Fresu Quintet
- Umbria Jazz 2003 Phil Woods-Lee Konitz Quintet
- Montebelluna 2003 Enrico Rava & Andrea Pozza Duo